# 맥 윌리엄슨
조나단 맥켄시 "맥" 윌리엄슨(Johnathan Mackensey "Mac" Williamson, 1990년 7월 15일 ~ )은 전  미국의 야구 선수이다.

## 미국 프로야구 시절
2012년에 샌프란시스코 자이언츠에 입단하였다.

## 한국 프로야구시절

### 삼성 라이온즈시절
2019년 7월에 투수 저스틴 헤일리를 대체할 외국인 타자로 영입되었다. 데뷔전때 2루타 2개 치고 시즌 끝날 때까지 잘하다 시즌 후 방출됐다. 그의 차기 대체 용병으로는 데이비드 뷰캐넌이 영입되었다.

## 미국 프로야구 시절
2020년에 워싱턴 내셔널스에 마이너리그 계약으로 입단하였으나 5월 29일 방출됐다.